# Батч Сівейджен
Батч Сівейджен (англ. Butch Seewagen; нар. 13 червня 1946) — колишній американський тенісист.
Найвищу одиночну позицію світового рейтингу — 87 місце досяг 15 жовтня 1973 року.
Найвищим досягненням на турнірах Великого шолома був півфінал в змішаному парному розряді.

## Фінали Гран-прі за кар'єру

### Парний розряд: 2 (0–2)
| Результат | W/L | Дата     | Турнір               | Покриття | Партнер           | Суперники                          | Рахунок  |
| --------- | --- | -------- | -------------------- | -------- | ----------------- | ---------------------------------- | -------- |
| Поразка   | 0–1 | Лип 1971 | Swedish Open, Швеція | Ґрунт    | Хайме Пінто Браво | Іліє Настасе Йон Ціріак            | 6–7, 1–6 |
| Поразка   | 0–2 | Січ 1973 | Роенок, США          | Тверде   | Ян Флетчер        | Джиммі Коннорс Хуан Хісберт, стар. | 0–6, 6–7 |